# Powieść sensacyjna
Powieść sensacyjna – gatunek literacki wywodzący się m.in. ze średniowiecznych rycerskich romansów, od XIX wieku stanowiący jeden z typowych gatunków literatury rozrywkowej. 

## Cechy gatunku
Podstawową cechą tego gatunku literackiego jest szybka akcja oraz wiele jej dramatycznych zwrotów. W powieści sensacyjnej, w celu utrzymania czytelnika w ciągłym napięciu, do minimum ograniczone są opisy bohaterów i miejsc oraz charakterystyki postaci, bohaterowie tego typu utworów bardzo rzadko zresztą są bardziej rozbudowani psychologicznie. W powieści sensacyjnej nie ma również miejsca na postacie wieloznaczne, rzadkością są bohaterowie dynamiczni, zmieniający się psychologicznie w toku akcji. W przypadku samej akcji utworu dużą rolę odgrywa przypadkowość, nieoczekiwane zbiegi okoliczności, mające na celu dalsze dynamizowanie dzieła. 
W czasach PRL literaturę tego typu tłumaczono w Polsce w ograniczonym zakresie, po 1989 natomiast przeżywała ona nagły wzrost popularności.